# Ulica Księcia Mściwoja II (Stettin)

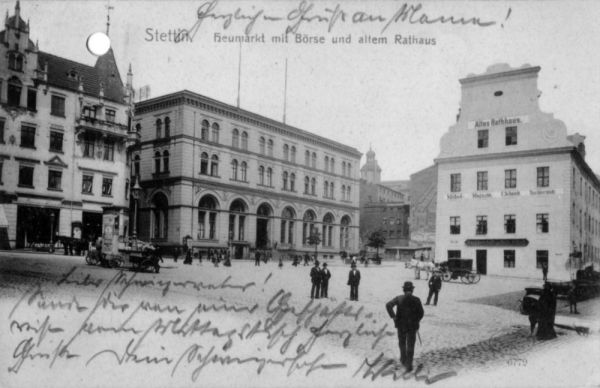
Reifschlägerstraße und Heumarkt zwischen 1901 und 1904.

Die Ulica Księcia Mściwoja II (sinngemäß Prinz-Mściwój-II-Straße, deutsch bis 1945 Reifschlägerstraße) ist eine Straße in der Stettiner Stadtsiedlung Stare Miasto im Stadtbezirk Śródmieście.
Sie verläuft von Südwesten nach Nordosten, parallel zum nördlichen Rand des Sienny-Marktes, und verbindet die Ulica Księdza Kardynała Stefana Wyszyńskiego mit der Ulica Szewska  und Ulica Kurkowa. Ihre Verlängerung in nordöstlicher Richtung ist die Ulica Panieńska. Die Gebäude der Straße bilden gleichzeitig die Westseite des Sienny-Marktes.

## Geschichte
Die erste Erwähnung von kannengeterstrate stammt aus der ersten Hälfte des 15. Jahrhunderts. Die kannengeterstrate wird auch in einer Urkunde aus dem Jahr 1434 erwähnt, in der von Handwerkern die Rede ist, die auf Grundstücken an der /Ecke/ der Bekehrerstraße neben dem /Splitthof genannten/ Platz wohnen (in der kannengeterstrate up dem splitthaven orde). Nach 1534 wurde der Name der Straße aus unbekannten Gründen in reepslegerstrate geändert. In einer anderen Quelle wird erwähnt, dass der Bürgermeister Arnt Ramyn in einem Haus in der reepslegerstrate wohnte, was darauf hindeutet, dass der Name reepslegerstrate möglicherweise bereits im 15. Jahrhundert verwendet wurde. In einem während der schwedischen Herrschaft erstellten Kataster wird die Westseite der späteren Reifschlägerstraße als Am Heumarkt und die Ostseite als Repslegerstraß bezeichnet. Das niederdeutsche Wort Reepsleger bzw. Reepschläger stammt von der mittelalterlichen Bezeichnung für den Beruf des Seilmachers (reper, reeper, reiper).
Zwischen 1833 und 1835 wurde an der Straße ein klassizistisches, heute nicht mehr existierendes Börsengebäude errichtet. Vor 1945 war die Straße mit mehrstöckigen Mietshäusern bebaut. Infolge der Bombenangriffe auf Stettin wurden die Gebäude zerstört. In der Nachkriegszeit wurden die Trümmer beseitigt und der Straßenverlauf durch die Verlegung der Ulica Księdza Kardynała Stefana Wyszyńskiego geändert. Der Name wurde in Ulica Księcia Mściwoja II geändert. In den späten 1950er und frühen 1960er Jahren wurden auf den leeren Grundstücken mehrstöckige Wohnblocks mit Schrägdächern errichtet. Nach 2016 wurde an der Ecke mit Ulica Kurkowa ein neues Mietshaus errichtet.